# Dombóvár
Dombóvár est une ville et une commune du comitat de Tolna en Hongrie.

## Histoire

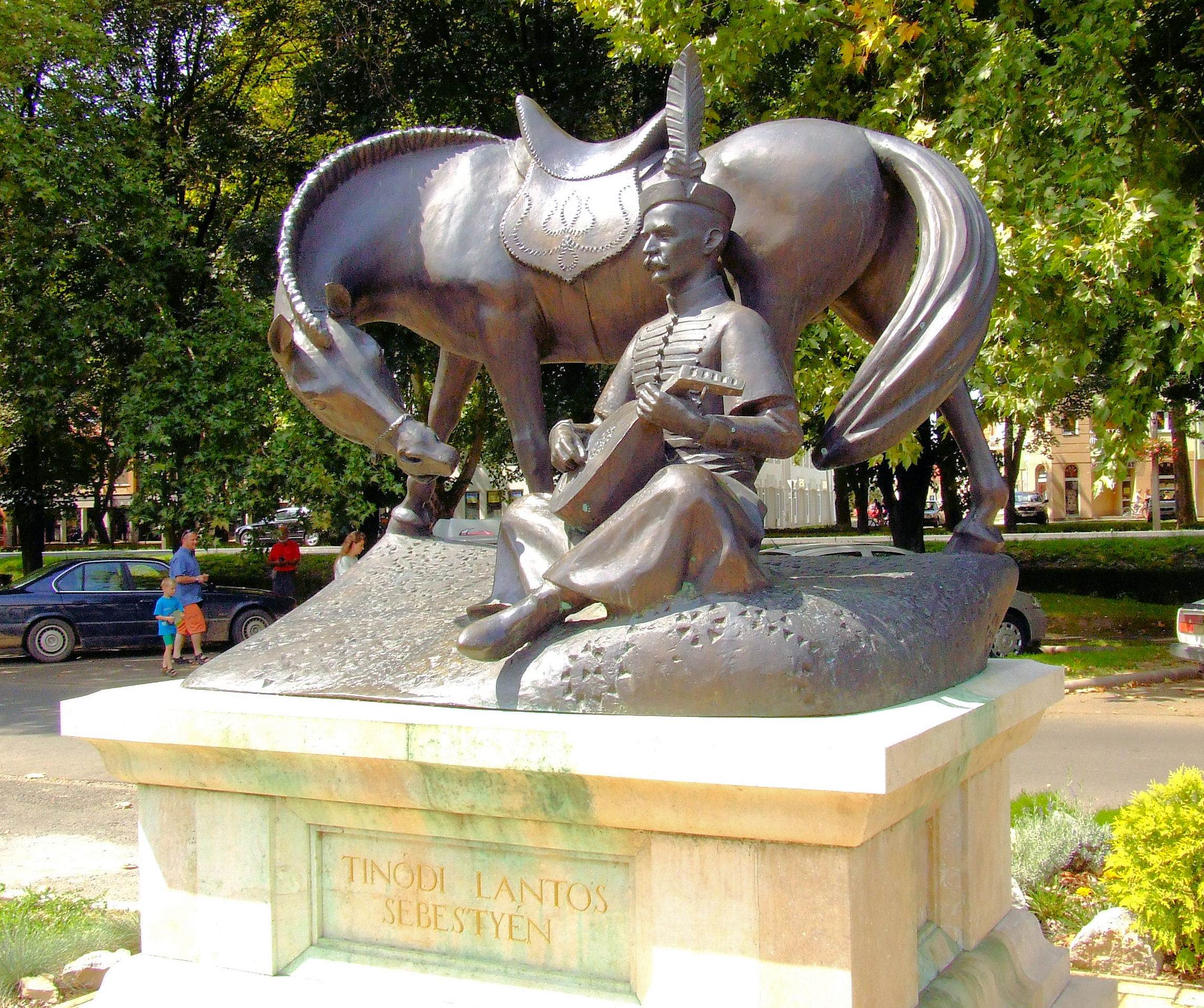
Sculpture du poète Sebestyén Tinódi Lantos, 2000